# BR Андромеды
BR Андромеды (лат. BR Andromedae) — одиночная переменная звезда в созвездии Андромеды на расстоянии (вычисленном из значения параллакса) приблизительно 11624 световых лет (около 3564 парсеков) от Солнца. Видимая звёздная величина звезды — от менее +17m до +15,7m.

## Характеристики
BR Андромеды — красная пульсирующая переменная звезда, мирида (M:) спектрального класса M. Эффективная температура — около 3289 K.